# Неписаний закон
Неписаний закон, негласне правило (англ. Unwritten Law, Unspoken rule) — деякі питання, що не регулюються законом безпосередньо, можуть регулюватись традиційними правилами, та попередніми рішеннями подібних питань. Така форма рішень характерна для Британської правової системи.